# Internationaal Verdrag tot het vaststellen van enige eenvormige regelen betreffende aanvaring
Het Internationaal Verdrag tot het vaststellen van enige eenvormige regelen betreffende aanvaring (Convention internationale pour l'unification de certaines règles en matière d'abordage) of Brussels Aanvaringsverdrag is een multilateraal verdrag uit 1910 waarin de aansprakelijkheid en compensatie na een aanvaring op zee tussen schepen van verdragstaten zijn vastgelegd. In de binnenvaart geldt het Verdrag tot vaststelling van enige eenvormige regelen inzake aanvaring in de binnenvaart of Geneefs Aanvaringsverdrag uit 1960.
Het Brussels Aanvaringsverdrag was het eerste verdrag dat ontworpen was door het Comité Maritime International.
In Nederland is het verdrag onderdeel van het Burgerlijk Wetboek, Afdeling 1 van Titel 6 van Boek 8 BW.
Het verdrag regelt de aansprakelijkheid van een aanvaring:
- artikel 2: Wanneer de aanvaring is toe te schrijven aan toeval, wanneer ze veroorzaakt is door overmacht, of wanneer twijfel rijst omtrent de oorzaken der aanvaring, wordt de schade gedragen door hen aan wie ze is opgekomen
- artikel 3: Indien de aanvaring is veroorzaakt door de schuld van een der schepen, komt de vergoeding der schaden ten laste van het schip dat de fout heeft begaan
- artikel 4: In geval van schuld van wederzijde is de aansprakelijkheid van elk der schepen evenredig aan het gewicht der wederzijds begane fouten; wanneer evenwel die verhouding uit de omstandigheden niet kan worden afgeleid, of wanneer de fouten tegen elkander schijnen op te wegen, wordt de aansprakelijkheid gelijkelijk gedeeld

Het verdrag kent geen regels om aanvaringen te voorkomen en om de mate van schuld te bepalen. Deze zijn vastgelegd in het Verdrag inzake de Internationale Bepalingen ter voorkoming van aanvaring op zee. 